# Chakobo (llengua)
El chakobo-pakawara és una llengua pano parlada per aproximadament 550 dels 860 chakobos ètnics del departament de Beni al nord-oest de Magdalena, Bolívia i (el 2004) per 17 de 50 pacahuara. Els nens aprenen chakobo com a primer idioma, però el pakawara està latent. El karipuna pot haver estat una variant; noms alternatius són Jaunavô (Jau-Navo) i Éloe.
Es va informar que diverses llengües no dorments i no atestades n'havien estat relacionades, potser eren dialectes. Aquests inclouen capuibo i sinabo/shinabo del riu Mamoré. Tanmateix, en realitat no se sap res d'aquestes suposades llengües.

## Exemples[4]

### Noms
| nicatsu   | 1 |
| dafuira   | 2 |
| unamarana | 3 |
| atchayuna | 4 |
| chayuna   | 5 |

### Pronoms
| hiasro   | Jo                |
| miani    | Tu                |
| zonihua  | Ell/ella/ell/ells |
| noquirzo | Nosaltres         |
| zunimato | Tu (pl.)          |

### Vocabulari
| chii         | Foc        |
| huisruhuaina | Pluja      |
| jini         | Aigua      |
| mai          | Terra      |
| oriquiti     | Alimentari |
| osse         | Lluna      |
| rsepo        | chicha     |
| rsiqui       | maize      |
| vari         | Sol        |
| vistima      | Estrella   |